# Fulcran Vigouroux
Pour les articles homonymes, voir Vigouroux.
Fulcran Grégoire Vigouroux (Nant (Aveyron) 1837 - Issy-les-Moulineaux, 1915) est un prêtre de la Compagnie des prêtres de Saint-Sulpice qui enseigna l'Écriture sainte au séminaire de Saint-Sulpice (1860-1895) puis à l'Institut catholique de Paris (1890-1903). Il est ensuite appelé à Rome pour devenir le secrétaire de la Commission pontificale pour les affaires bibliques. Il est l'auteur d'un Manuel Biblique (1880), concepteur d'une Bible polyglotte (1900-1909) et d'un Dictionnaire de la Bible (1891-1912) reconnu par le prix Bordin reçu de l'Académie des inscriptions et belles-lettres en 1913.

## Œuvres
- La Bible et la critique, réponse aux « Souvenirs d'enfance et de jeunesse » de M. Renan, Paris : Berche et Tralin, 1883.
- La Bible et les découvertes modernes en Égypte et en Assyrie, Paris : Berche et Tralin, 1877.
- Manuel biblique, ou Cours d'Écriture sainte à l'usage des séminaires. Ancien Testament, Paris : A. Roger et F. Chernoviz, 1878. Co-auteur : Louis Bacuez.
- La Bible et les découvertes modernes en Palestine, en Égypte, et en Assyrie, Paris : Berche et Tralin, 1879 (plusieurs éditions augmentées par la suite).
- Dictionnaire de la Bible, contenant tous les noms de personnes, de lieux, de plantes, d'animaux mentionnés dans les Saintes Écritures, les questions théologiques, archéologiques, scientifiques, critiques, relatives à l'Ancien et au Nouveau Testament, Paris : Letouzey et Ané, 1895-1912 (avec de nombreux collaborateurs), 5 tomes d'environ 1000 pages sur Gallica 2.
- Les Livres saints et la critique rationaliste, histoire et réfutation des objections des incrédules contre les saintes Écritures, Paris : A. Roger et F. Chernoviz, 1890-1891 (plusieurs éditions ensuite).
- La Bible et les découvertes modernes. 6e éd. 4 vols., Paris, 1896.
- La Sainte Bible Polyglotte contenant le texte hébreu original, le texte grec des Septante, le texte latin de la Vulgate, et la traduction française de M. l'Abbé Glaire, 1900-1909, 8 volumes.
- La sainte Bible selon la Vulgate traduite en français, avec des notes par l'abbé J.-B. Glaire. Seule approuvée après examen fait à Rome par la Sacrée Congrégation de l'Index. Nouvelle édition avec introductions, notes complémentaires et appendices par F. Vigouroux Prêtre de Saint-Sulpice, 1902[2]